# Eric O'Flaherty
Eric George O'Flaherty (5 de febrero de 1985) es un lanzador estadounidense de béisbol profesional que es agente libre en las Grandes Ligas. Anteriormente jugó con los Seattle Mariners, Oakland Athletics, New York Mets y Atlanta Braves.
Fue el primer relevista en la historia en registrar efectividad por debajo de 1.00 con al menos 70 apariciones en una temporada, y fue el primer lanzador de los Marineros en iniciar su carrera con siete victorias consecutivas.

## Carrera profesional

### Seattle Mariners

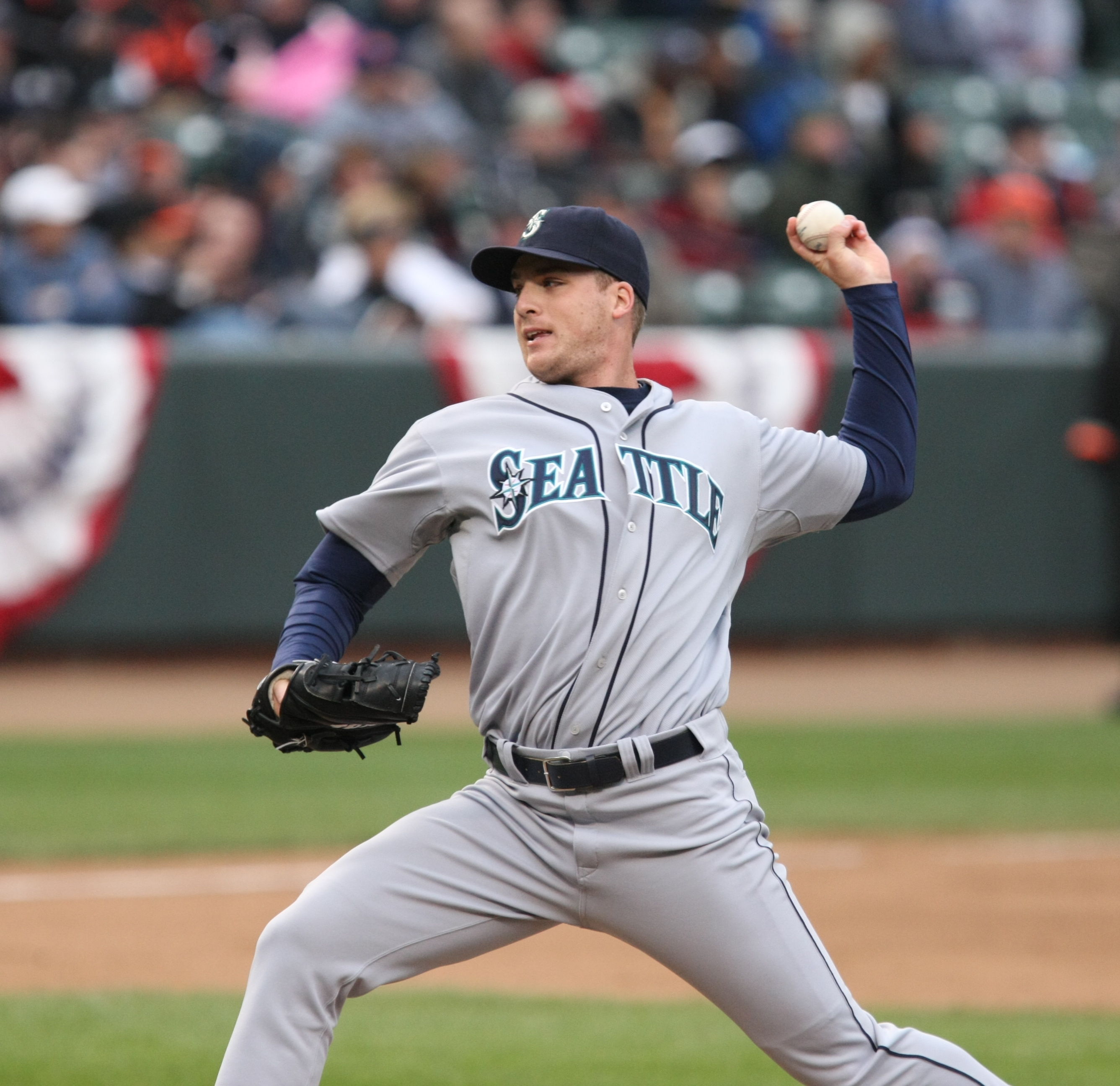
O'Flaherty lanzando para los Marineros en 2008.

O'Flaherty fue seleccionado en la sexta ronda del draft de 2003 por los Marineros de Seattle, y rápidamenete avanzó a través del sistema de ligas menores de la organización. En 2006, registró efectividad de 2.01 con marca de 3-3, ocho juegos salvados y 73 ponches en 43 juegos entre Clase A, Clase AA y Clase AAA, antes de debutar con los Marineros el 16 de agosto ante los Atléticos de Oakland.
En 2007, permaneció como relevista con los Marineros, registrando marca de 7-1 con 4.47 de efectividad y 36 ponches en 52 1⁄3 entradas, convirtiéndose además en el primer lanzador de los Marineros en iniciar su carrera con siete victorias consecutivas. Sin embargo, en 2008 fue bajado a las menores luego de registrar efectividad de 20.25 en siete juegos.

### Atlanta Braves
EL 20 de noviembre de 2008, fue seleccionado de la lista de waivers por los Bravos de Atlanta. Debutó con el equipo el 7 de abril de 2009, lanzando 1 1⁄3 entradas y permitiendo un hit. Finalizó su primera temporada con los Bravos con efectividad de 3.04 en 56 1⁄3 entradas.
En 2010, mejoró su efectividad a 2.45, mientras que en 2011 registró efectividad de 0.78 en 73 2⁄3 entradas, convirtiéndose en el primer relevista en la historia en registrar efectividad por debajo de 1.00 con al menos 70 apariciones en una temporada. Ese año se desempeñó principalmente en la séptima entrada, preparandole el camino a Jonny Venters y al cerrador Craig Kimbrel.
En enero de 2012, O'Flaherty acordó un contrato por un año y $2.49 millones. En la temporada 2012 culminó con marca de 3-0 y 1.73 de efectividad en 64 juegos.
El 18 de mayo de 2013, fue colocado en la lista de lesionados por tensión en el codo izquierdo. El 21 de mayo de 2013 se sometió a una cirugía Tommy John para reparar el ligamento roto, y se perdió el resto de la temporada, terminando con 2.50 de efectividad en 18 entradas.

### Oakland Athletics
El 22 de enero de 2014, firmó un contrato por dos años con los Atléticos de Oakland. En su primera temporada con el equipo, registró efectividad de 2.25 en 20 entradas, y en 2015 fue activado de la lista de lesionados el 1 de junio, pero luego de resgistrar una alta efectividad de 5.91 fue colocado en asignación el 1 de agosto.

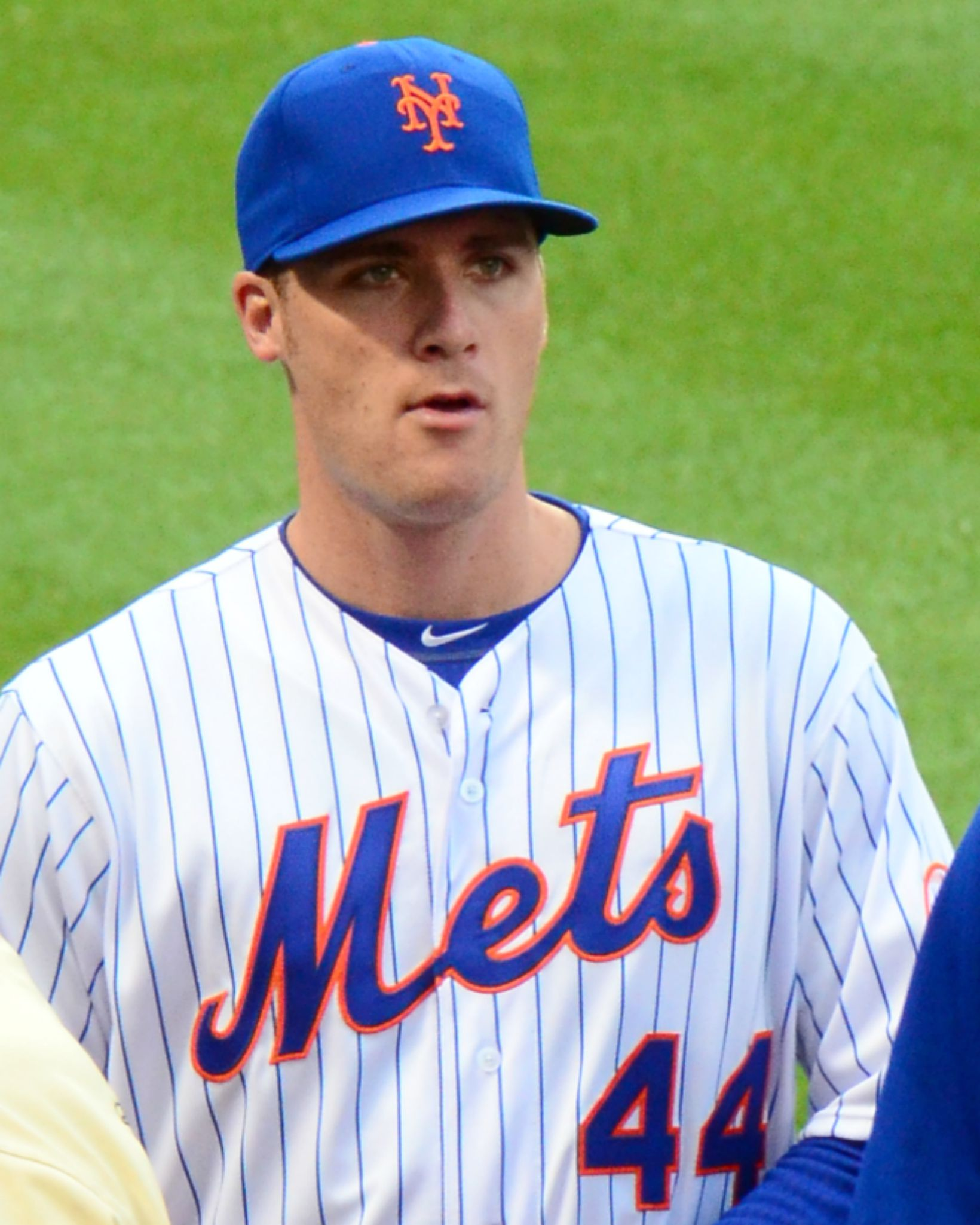
O'Flaherty con los Mets en 2015.

### New York Mets
El 4 de agosto de 2015, los Mets de Nueva York adquirieron a O'Flaherty a cambio del lanzador de ligas menores Darwin Frias. Participó en 16 juegos con el equipo dejando efectividad de 13.50, por lo que no fue incluido en la plantilla para la postemporada.

### Atlanta Braves (segunda experiencia)
El 11 de febrero de 2016, O'Flaherty firmó un contrato de ligas menores con los Piratas de Pittsburgh. El 27 de marzo fue transferido a los Bravos de Atlanta. En la temporada regular registró efectividad de 6.91 en 39 juegos, y estuvo en la lista de lesionados en dos ocasiones, la segunda de ellas a partir del 19 de agosto hasta el final de la temporada. En diciembre, los Bravos renovaron su contrato, y fue incluido en la plantilla para el Día Inaugural de la temporada 2017. Sin embargo, el 21 de julio de 2017 fue liberado, luego de registrar efectividad de 7.85 en 22 encuentros.